# شکاف‌مرغ
شکاف‌مرغ (نام علمی: Fissuravis) نام یک سرده از تیره سنگ‌مرغان است.